# Михайло Хоніат
Михайло Хоніат (грец. Μιχαήλ Χωνιάτης), іноді Михайло Акомінат (грец. Μιχαήλ Ἀκομινάτος, близько 1140 — 1220) — візантійський письменник, історик, еклезіаст; архієпископ Афінський.

## Біографія
Народився в Хонах (давня назва Колоси).
У ранньому віці навчався в Константинополі і був учнем Євстафія Солунського. Освіту здобув в Константинопольському університеті.
Близько 1175 призначений архієпископом Афінським. У 1204 році захищав Афінський акрополь від нападу з боку Лео Сгуроса, утримуючи фортецю до приходу хрестоносців в 1205 році, перед натиском яким афіняни не встояли і здали місто.
Після впровадження латинського контролю, Михайло Хоніат вирушив на кікладський острів Кеа. Близько 1217 року він переїхав у монастир Водониця, поблизу Фермопіл, де він помер.
Михайло Хоніат відомий антикознавцям, перш за все, як універсальний письменник та останній власник повної версії «Гекали» та «Ете» Каллімаха. Роботи Михайла Хоніата, що збереглись донині, залишаються одним з найважливіших свідчень про життя в Афінах та Аттиці в цілому доби латинократії. Його спогади про візантійського імпеартора Олексія III Ангела та рідного брата, візантійського історика, архієпископа Салонікського, Нікіту Хоніата заслуговують на особливу увагу.
Праці Михайла Хоніата були видані грецьким істориком, пізніше прем'єр-міністром Греції, Спіросом Ламбросом.